# Andrzej Pacholski
Andrzej Pacholski (ur. 17 listopada 1897 w Gniewkowie, zm. 12 listopada 1930 w okolicach Grajewa) – żołnierz armii niemieckiej i armii wielkopolskiej, plutonowy Wojska Polskiego oraz Straży Granicznej. Kawaler Orderu Virtuti Militari.

## Życiorys
Urodził się 17 listopada 1897 w Gniewkowie w rodzinie Jakuba i Michaliny z Modrzejewskich. 
W 1916 został zmobilizowany do armii niemieckiej. Zimą 1918–1919 wstąpił jako ochotnik do oddziałów powstańczych na Kujawach. Do lutego 1919 żołnierz 1 kompanii 5 pułku strzelców wielkopolskich. Wraz z pułkiem brał udział w wojnie polsko–bolszewickiej. Szczególnie zasłużył się w bitwie pod Drohiczynem 5 sierpnia 1920 jako dowódca ckm-u. Za uratowanie wycofującej się kompanii został odznaczony Orderem Virtuti Militari.
W 1921 wstąpił do Straży Celnej. Służył min. w placówce SC „Pomierki”. Po przekształceniu  Straży Celnej w Straż Graniczną, w 1928 został dowódcą placówki SG „Ciemnoszyje”. Podczas pełnienia służby 12 listopada 1930 został zamordowany przez przemytników. Jego ciało znaleziono przy drodze Grajewo-Osowiec .
"Jak pisano w ówczesnej prasie był on "znany ze swej gorliwości służbowej i bezwzględnego tępienia przemytnictwa". Jak ustalono, wpadł on w zasadzkę żądnych zemsty przemytników, którzy po dokonaniu zabójstwa zabrali mu rower, broń, dokumenty, a nawet buty." 
Został pochowany na cmentarzu w Grajewie.

## Życie prywatne
Żonaty, dwoje dzieci.

## Ordery i odznaczenia
- Krzyż Srebrny Orderu Virtuti Militari nr 882[1][3]